# Ayer noticia, hoy dinero
Ayer noticia, hoy dinero fue un concurso de televisión emitido por TVE en 1961 los viernes a las 22'15.

## Mecánica
Patrocinado por la marca Nescafé y emitido desde los estudios de Miramar en Barcelona, los concursantes debían responder a preguntas relacionadas con acontecimientos que hubiesen ocurrido en un año concreto. Podían, además, consultar telefónicamente, con un equipo de expertos (El equipo S.O.S.) que disponían de abundante bibliografía. 
El programa alcanzó un enorme éxito en la televisión del momento, siendo su primera ganadora la universitaria María Teresa de Gispert, que permaneció cinco semanas en el concurso y obtuvo un premio de 45.000 pesetas.